# خافيير غوتيريز ألفاريز
خافيير غوتيريز ألفاريز (بالإسبانية: Javier Gutiérrez Álvarez)‏ هو ممثل إسباني، ولد في 17 يناير 1971 في إسبانيا.

## أعمال

### أفلام
- (2005)  إل بروتكتور
- (2016) أساسنز كريد[4]
- (2018) سراب

## وصلات خارجية
- خافيير غوتيريز ألفاريز على موقع IMDb (الإنجليزية)
- خافيير غوتيريز ألفاريز على موقع ألو سيني (الفرنسية)
- خافيير غوتيريز ألفاريز على موقع تيرنر كلاسيك موفيز (الإنجليزية)
- خافيير غوتيريز ألفاريز على موقع أول موفي (الإنجليزية)
- خافيير غوتيريز ألفاريز على موقع قاعدة بيانات الأفلام السويدية (السويدية)
- خافيير غوتيريز ألفاريز على موقع قاعدة بيانات الفيلم (الإنجليزية)
- خافيير غوتيريز ألفاريز على موقع كينوبويسك (الروسية)